# Albert Fromenteau
Pour les articles homonymes, voir Fromenteau et Alef.
Albert Fromenteau, né le 3 juin 1916 et mort le 7 janvier 1988 à Liège,  est un dessinateur belge connu pour ses activités d'auteur de bande dessinée (sous les pseudonymes Afrom ou Alef) et d'animateur de 1938 à la fin des années 1940. 

## Biographie
Albert Jean Fromenteau naît le 3 juin 1916 à Liège,,. Il étudie le dessin à l'Académie des Beaux-Arts de Liège.
Les éditions Chagor, dirigées par Albert Hammelin, publient en 1942 les aventures de Wrill le Renard, imaginées par Madeleine Charlier. Albert Fromenteau est chargé de l'illustration. Les aventures de Wrill font ensuite l'objet de films d'animation, adaptés en bande dessinée. Il crée son studio d'animation : le Studio Fromenteau — installé dans les locaux d’une imprimerie — qui produit quelques films diffusés dans les cinémas à l’heure de la Libération. Fromenteau est à l'origine d'une école liégeoise autour notamment du personnage de Wrill le Renard et de l’hebdomadaire éponyme, qui paraît de 1945 à 1949. Soutenu par Charles Gordinne (Chagor), Fromenteau crée différents personnages (Pouss-Pouss, Bobino, Hercule Petit Pois), pour lesquels il use de différents pseudonymes : Afrom ou Alef. Il contribue également à Cap'Taine Sabord en publiant des strips de Wrill en 1947 ainsi qu'un récit à suivre intitulé Cric et Floc les joyeux compères en 1949. Le studio est ravagé par un incendie en 1947, ce qui ruine son initiative. Puis, il se consacre ensuite à la communication. En 1979, il se risque à un nouveau projet d’animation, dans les studios de Raoul Servais.
Albert Fromenteau meurt le 7 janvier 1988 à Liège, à l'âge de 71 ans.

## Œuvre

### Publications

#### Albums de bande dessinée en français

##### Wrill le renard
- 0. Wrill le renard[9], Chagor, Gordinne, Liège, 1942
Scénario : Madeleine Charlier - Dessin : Albert Fromenteau - Couleurs : noir et blanc,la version normale est brochée mais il existe également une version cartonnée avec un visuel de couverture différent[10].
- 1. La Captive de Frok-Manoir, Gordinne, Liège, s.d.
Scénario : Madeleine Charlier - Dessin : Albert Fromenteau - Couleurs : quadrichromie,numéro d'édition Gordinne 1503 et constitue l'édition originale[11]. Numéro d'édition Chagor 30517. Cet album ne contient pas de bandes du journal[12]. 12 p.[13]

1. Un voyage imprévu (contesté par le BDM Trésors de la bande dessinée)

- 3. Wrill écoute la BBC, Chagor / Gordinne, Liège, s.d.
Scénario : Madeleine Charlier - Dessin : Albert Fromenteau - Couleurs : quadrichromie,avec la mention en couverture[14] : « d'après le dessin animé d'Alb. Fromenteau et son équipe ! ». 16 p.
- 4. Wrill découvre une planète !, Gordinne, Liège, s.d.
Scénario : Madeleine Charlier - Dessin : Albert Fromenteau - Couleurs : quadrichromie,16 p.[15]

- HS1. Wrill m'apprend à lire[16], Chagor, Gordinne, Liège, s.d.
Scénario : Madeleine Charlier - Dessin : Albert Fromenteau - Couleurs : quadrichromie,Format : 21 × 28 cm. Selon le BDM : année 1942.
- HS2. Wrill Coloriste[12], Chagor, Gordinne, Liège, s.d.
Scénario : Madeleine Charlier - Dessin : Albert Fromenteau
- HS3. Les jouets Imagil demandent des collaborateurs pour colorier et monter Wrill[12], Chagor, Gordinne, Liège, s.d.
Scénario : Madeleine Charlier - Dessin : Albert Fromenteau
- HS4. Wrill. album à colorier, puis à monter[12], Chagor, Gordinne, Liège, s.d.
Scénario : Madeleine Charlier - Dessin : Albert Fromenteau

#### Albums de bande dessinée en néerlandais
- 1. Wrill de Vos in "De gevangene van den Boxberg", Vlaams Stripcentrum, Wilrijk, 2020
Scénario : Madeleine Charlier - Dessin : Albert Fromenteau - Couleurs : quadrichromie,Préface : Peter Van Hooydonck. Traduction : Vlaams Stripcentrum. Titre original : La Captive de Frok-Manoir. Broché, offert gratuitement. (OCLC 1281851520)
- 2. De avonturen van Wrill de vos, Vlaams Stripcentrum, Wilrijk, 2021
Scénario : Madeleine Charlier - Dessin : Albert Fromenteau - Couleurs : quadrichromie -  (ISBN 9789464334180),Intégrale de 143 p..

#### Livres
: document utilisé comme source pour la rédaction de cet article.
- Jean Van Hamme, Introduction à la bande dessinée belge, Bruxelles, Bibliothèque royale de Belgique, 1968, 80 p., ill. ; 26 cm (lire en ligne), p. 20[catalogue] publié à l'occasion de l'exposition La bande dessinée en Belgique, Bibliothèque Albert Ier, [Bruxelles], du 29 juin au 25 août 1968.
- Claude Moliterni, Histoire mondiale de la bande dessinée, Paris, P. Horay, 1989, 315 p., ill. ; 37 cm (ISBN 978-2705800970 et 2705801650, OCLC 300909966), p. 159 lire sur Google Livres
- Jacques Fiérain, « Alef », dans La BD dans les provinces de Liège, Namur et Luxembourg, Charleroi, Éd. l'Âge d'or, 2004, 112 p., ill. ; 31 cm (ISBN 9782960019698, OCLC 470388297, présentation en ligne), p. 4.
- Patrick Gaumer, « Fromenteau, Albert », dans Dictionnaire mondial de la BD, Paris, Larousse, 2010, 953 p., ill. ; 27 cm (ISBN 978-2-0358-4331-9 et 2-0358-4331-6, OCLC 920924930, présentation en ligne), p. 345. .
- Philippe Moins, « Wrill écoute la BBC, animation de l'ombre et ombres sur l'animation », dans Traits résistants. La Résistance dans la bande dessinée de 1944 à nos jours, Libel / Centre d'histoire de la résistance et de la déportation / Musée de la Résistance nationale, avril 2011, 183 p., ill. ; 25 cm (ISBN 978-2-917-659-14-4, OCLC 762870431), p. 130-145.
- Frans Lambeau, « Fromenteau (Albert) », dans Dictionnaire illustré de la bande dessinée belge sous l'Occupation, Bruxelles, André Versaille, 2013, 334 p., ill. ; 21 cm (ISBN 978-2-87495-140-4 et 2874951404, OCLC 851512115, présentation en ligne), p. 122-123.
- Jessica Kohn, Dessiner des petits mickeys : Une histoire sociale de la bande dessinée en France et en Belgique (1945-1968), Paris, Éditions de la Sorbonne, 26 mai 2022, 318 p., ill. ; 24 cm (ISBN 9791035107970, OCLC 1331516747, présentation en ligne).

#### Périodiques
- Dany Evrard, « Ils ont posé leur crayon : Albert Fromenteau », Le Collectionneur de bandes dessinées, no 56,‎ 1988 (ISSN 0151-4407).

#### Articles
- Albert Fromenteau et Ralph Bolsaie (interviewés par Danny De Laet) (publié initialement en néerlandais dans Cinémation, Ciso no 23, Brabancia Nostra en 1977.), « Remember Albert Fromenteau : Entretien avec Albert Fromenteau en compagnie de Ralph Bolsaie (enregistré en 1974) », BD Oubliées,‎ 1974 (lire en ligne, consulté le 8 décembre 2024).